# U-Jin
U-Jin (遊人, Yūjin, « l'homme qui s'amuse ») est né le 15 juin 1959 à Ube dans la préfecture de Yamaguchi. C'est un dessinateur japonais de manga érotiques (ecchi et hentai).

## Biographie
Il fait ses débuts en 1979 avec le manga Dousei keiyaku. Il participe alors au magazine seinen Weekly Morning ainsi qu'à des magazines de l'éditeur Obunsha. Ses mangas se destinent alors à lectorat plutôt jeune, autour des années du collège.
En 1988, il commence la série Angel prépubliée dans le magazine Weekly Young Sunday, comédie érotique qui lui permet de se faire connaitre. La série est adaptée en OAV et même en jeux vidéo érotiques. Cependant, l'affaire Tsutomu Miyazaki mène à la censure de nombreux mangas, parmi lesquels Angel, dont la couverture du tankōbon ne permettait pas de le distinguer d'un livre pour enfant,. La publication du manga est stoppée et ne sera reprise qu'en 1993 par Cybele Publishing. En France, en 1996, ses deux séries Angel et Conspiracy, respectivement publiées par Tonkam et Samouraï Éditions, sont interdites d'exposition en magasin.

## Œuvres

### Manga
- 1979 : Dousei keiyaku (?)[7].
- 1984 : Yami no Shokeinin (闇の処刑人?) ; publié chez Futabasha[BU 1].
- 1985 : Spellman (スペルマン?) ; publié chez Ichibankan Shobou[BU 2].
- 1986 :
  - Ichizu de Gozansu (一途でござんす?) ; publié chez Futabasha et Kodansha[BU 3].
  - Ten Takaku Yutakanari (天高く豊かなり?) ; 2 volumes publiés chez Kodensha[BU 4].
- 1987 : Yo no Naka Baka Nano yo (世の中バカなのよ?) de Mai Tsurugina ; publié chez Koubunsha[BU 5].
- 1988 :
  - Glass no Seifuku (ガラスの制服?) ; 1 volume publié chez France Shoin[BU 6].
  - Walking On (ウォーキングオン?) ; publié chez Kodansha[BU 7].
  - Taxi Driver (TAXIドライバー?) ; publié chez Kodansha[BU 8].
  - Angel (エンジェル?), pré-publié dans le magazine Young Sunday ; 7 volumes publiés chez Shogakukan[BU 9],[8].
- 1989 :
  - Konai Shasei (校内写生?) ; 4 volumes publiés chez Leed[BU 10].
  - Infinity (インフィニティ?) ; 1 volume publié chez Wani Magazine[BU 11].
  - Kya na Onnatachi (キャーな女たち?) ; publié chez Akita Shoten[BU 12].
  - Kyuukyoku no Chef wa Oishinbo Papa (究極のシェフは美味しんぼパパ?) ; 3 volumes publiés chez Kobunsha[BU 13],[9].
  - Himei wa Oshizuka ni (悲鳴はお静かに?) ; 1 volume publié chez Wani Magazine[BU 14].
- 1990 :
  - Ippatsuya Jinpachi (一発屋甚八?) ; 1 volume publié chez Futabasha[BU 15].
  - Shikaccha ya. (しかっちゃヤ。?) ; 1 volume publié chez Futabasha[BU 16].
  - Up-to-Date (アップ・ツウ・デエト?) ; 1 volume publié chez Futabasha[BU 17].
- 1991 : Sigh (?) de Masao Yajima ; 1 volume publié chez Futabasha[BU 18].
- 1992 :
  - Juliet (ジュリエット?), pré-publié dans le magazine Young Sunday ; 4 volumes publiés chez Shogakukan, puis chez Bungei Shunju[BU 19].
  - Q&I ; 1 volume publié[10].
- 1993 : Chou DNA senshi Frog men (超ＤＮＡ戦士 FROG MEN?) ; 3 volumes publiés chez Leed[11].
- 1994 :
  - Visionary (ヴィジョナリイ?) ; 10 volumes publiés chez Cybele Shuppan[BU 20].
  - Nankyoku 28-gō (南極28号?) ; 2 volumes publiés chez Scholar[BU 21].
- 1995 :
  - Conspiracy (彼女の陰謀, Kanojo no inbō?), pré-publié dans le magazine Comic Scholar ; 6 volumes publiés chez Scholar[BU 22],[9].
  - Le Journal intime de Sakura (桜通信, Sakura tsūshin?), pré-publié dans le magazine Young Sunday ; 20 volumes publiés chez Shogakukan[BU 23],[9].
  - Fobia (フォビア?) ; 2 volumes publiés chez Leed[BU 24].
- 1996 :
  - Private Psycho Lesson (en) (個人授業, Kojin jugyō?) ; publié chez Shogakukan[BU 25].
  - Premiere (プレミア, Puremia?) ; 6 volumes publiés chez Scholar[BU 26].
- 1997 : K.O.J. - King of Joshikosei (K･O･J キングオブ女子高生?), pré-publié dans le magazine Shubēru Bunko ; 2 volumes publiés chez Shubēru Shuppan[BU 27].
- 1999 :
  - Chou Quatorze (超キャートルズ, Chō kyātoruzu?) ; 1 volume publié chez Bungei Shunjuu[BU 28].
  - Gal's Rush (ギャルズラッシュ っとに女子高生って?) ; 4 volumes publiés chez Leed[BU 29].
  - Shampoo Colon (?) ; 10 volumes publiés chez Bungei Shunjuu[BU 30].
- 2000 :
  - Peach!, pré-publié dans le magazine Young Sunday ; 10 volumes publiés chez Shogakukan, puis chez Ohzora Shuppan en 6 Bunko[BU 31],[9].
  - U-Jin no Maku no Uchibentō (遊人の幕の内弁当?) ; 1 volume publié chez Daitosha[BU 32].
  - Sakuranbo Tsūshin (桜んぼ通信?) ; 1 volume publié chez Takeshobo[BU 33].
- 2001 : Fruit Punch, pré-publié dans le magazine Feel Young ; 1 volume publié chez Shodensha[BU 33].
- 2003 : L'Amour en cours (学園天国, Gakuen Heaven?), pré-publié dans le magazine Shuukan Young Jump ; 8 volumes publiés chez Shueisha[BU 34],[9].
- 2006 :
  - All Kounai Shasei (オール校内写生, Ōru kōnaishasei?) ; 1 volume publié chez Ohzora Shuppan[BU 35].
  - Shin Angel (ANGEL ~恋愛奉仕人･熱海康介~?), pré-publié dans le magazine Manga Goraku ; 5 volumes publiés chez Nihon Bungeisha[BU 36],[9].
- 2007 : Angel Kiss - U-Jin Secret Masterpiece Collection (ANGEL・KISS 遊人マル秘傑作集?) ; 1 volume publié chez Bungei Shunjuu[BU 37].
- 2008 : Angel season 2: the women whom delivery host Kosuke Atami healed (ANGEL ~恋愛奉仕人･熱海康介~?) ; 1 volume publié chez Bungei Shunjuu[BU 38].
- 2009 : Osanazuma: Marple no Jikenbo (幼な妻 マープルの事件簿, Yōna tsuma māpuru no jiken-bo?), pré-publié dans les magazines Business Jump et BJ Kon ; 2 volumes publiés chez Shueisha[BU 39].
- 2011 : Nozoku Hoken Kyoushi (のぞく保健教師?), pré-publié dans le magazine Manga Goraku ; 3 volumes publiés chez Nihon Bungeisha[BU 40].
- 2013 :
  - Shin Konai Shasei - Yo ni mo Ecchi na Monogatari (新・校内写生?), pré-publié dans le magazine Momoiro Angel ; 4 volumes publiés chez Solmare Henshuushitsu[BU 41].
  - M no Anifu (Mの兄婦?), pré-publié dans le magazine Bessatsu Shuuman Special ; 2 volumes publiés chez Houbunsha[BU 42].
- 2014 :
  - Shin Sakura Tsuushin (新・桜通信?), pré-publié dans le magzine Comic Heaven ; 2 volumes publiés chez Nihon Bungeisha[BU 43].
  - Bokinbako (母禁箱?) ; 2 volumes (en cours) publiés chez GOT[BU 44].
- 2018 : Hyoju Kyoushitsu (漂獣教室?), pré-publié dans le magazine Web Goraku Egg ; 1 volume publié chez Nihon Bungeisha[BU 45].

### Artbook
- 1993 : Lycéenne[12]
- 1994 : U-Jeune[13],[14]
- 1995 : U-Jin Land[15]
- 1996 : Loose Socks
- 2002 : Candy: U-Jin Sweetgirls Illustrations[16]

### Adaptation

#### Anime
Sauf indication contraire, les informations mentionnées dans cette section peuvent être confirmées par la base de données cinématographiques IMDb,  présente dans la section « Liens externes ».
- 1990 : Kounai Shasei, OAV réalisé par Toshiyuki Sakurai.
- 1991 : U-Jin Brand, 3 OAV de 45 minutes réalisés par Hideo Takano :
  1. Idol ga Amida no Dokuganikakaru Toki
  2. Virgin Musume ga Ubau Toki
  3. Uketsukejo ga Joshi ni Dakareru toki
- 1994 :
  - New Angel, OAV de 45 minutes.
  - New Angel 2, OAV de 45 minutes.
- 1995 :
  - Mirai choju fobia, réalisé par Shigenori Awai.
  - Visionary, 3 OAV de 45 minutes :
    1. Anata no Yume Kanaemasu
    2. Joshiko Nama wa Cho Etchi
    3. Bishojo Vampire Densetsu

  - New Angel 3, OAV de 45 minutes.
  - New Angel 4, OAV de 45 minutes.
- 1996 : New Angel 5, OAV de 45 minutes.
- 1997 : Sakura Tsûshin, série TV de 12 épisodes de 25 minutes
- 1999 :
  - Jurietto, court métrage de 30 minutes
  - Visionary 1&2

#### Film
Sauf indication contraire, les informations mentionnées dans cette section peuvent être confirmées par la base de données cinématographiques IMDb,  présente dans la section « Liens externes ».
- 1996 :
  - Kônai shasei kyû roku A fragile heart, 1h26
  - Angel 2: Dominatrix of Mystery, 1h12
  - Angel: I'll Be Your First, 1h12

## Sources
- (en) Cet article est partiellement ou en totalité issu de l’article de Wikipédia en anglais intitulé « U-Jin » (voir la liste des auteurs).